# Либерија на Летњим олимпијским играма 1964.
Либерију је на њеном трећем учествовању на Летњим олимпијским играма у Токију 1964. представљао један спортиста који се такмичио у две атлетске дисциплине.
Представник Либерије Весли Џонсон није освојио ниједну медаљу.
Четрдесет година касније Весли Џонсон је био потпредседник владе Републике Либерије од 14. октобра 2003. до 16. јануара 2006, а касније је обављао дужнот амбасадора Републике Либерије у Уједињеном Краљевству .

## Атлетика

### Мушкарци
| Атлетичар    | Дисциплина | Група             | Група             | Четвртфинале      | Четвртфинале      | Полуфинале        | Полуфинале        | Финале            | Финале            | Детаљи |
| Атлетичар    | Дисциплина | Резултат          | Место             | Резултат          | Место             | Резултат          | Место             | Резултат          | Место             | Детаљи |
| ------------ | ---------- | ----------------- | ----------------- | ----------------- | ----------------- | ----------------- | ----------------- | ----------------- | ----------------- | ------ |
| Весли Џонсон | 100 м      | Није завршио трку | Није завршио трку | Није завршио трку | Није завршио трку | Није завршио трку | Није завршио трку | Није завршио трку | Није завршио трку |        |
| Весли Џонсон | 200 м      | 22,5              | 6 у 3. гр         | Није се пласирао  | Није се пласирао  | Није се пласирао  | Није се пласирао  | Није се пласирао  | 51 / 56 (63)      |        |